# Andrée Jeglertz
Andrée Jeglertz (* 14. Februar 1972 in Malmö) ist ein ehemaliger schwedischer Fußballspieler, der mittlerweile als Trainer tätig ist. Mit Umeå IK gewann er den UEFA Women’s Cup sowie in der Damallsvenskan mehrfach den Kronprinsessan-Victorias-Pokal als schwedischer Landesmeister.

## Werdegang

### Spielerkarriere
Jeglertz begann mit dem Fußballspielen bei Husie IF, ehe er 1985 in die Jugend von Malmö FF wechselte. Beim Klub aus Schonen kam er zu 25 Einsätzen in der Allsvenskan. 1993 wechselte er weiter zu Umeå FC in die zweitklassige  Division 1. 1994 erreichte er mit der Mannschaft den zweiten Rang hinter Djurgårdens IF, scheiterte jedoch in den Aufstiegsspielen an Västra Frölunda IF. Im folgenden Jahr gelang als Meister vor Gefle IF der Aufstieg.
1997 wechselte Jeglertz zum zweitklassigen IFK Hässleholm. Mit dem Klub verpasste er 1998 den Klassenerhalt in der Südstaffel der Liga. Nach einem Jahr in der Drittklassigkeit zog er zu Gimonäs CK in die vierte Liga weiter. 2002 kehrte er für eine Spielzeit zu Umeå FC zurück, der in die Drittklassigkeit abgestiegen war.

### Trainerkarriere
2003 trat Jeglertz als Spielertrainer bei Gimonäs CK seine erste Trainerstation an. Im folgenden Jahr führte er den Klub zan die Spitze der Division 3 Mellersta Norrland, so dass ihm im Saisonverlauf ein Angebot des Frauen-Erstligisten Umeå IK vorgelegt wurde. Diese führte er in der Spielzeit 2004 zur Vizemeisterschaft hinter Djurgården/Älvsjö und zum Sieg im UEFA Women’s Cup 2003/04 durch zwei Endspielerfolge über den 1. FFC Frankfurt. In den folgenden Spielzeiten dominierte er mit seiner Mannschaft die Liga und gewann zwischen 2005 und 2008 vier Meisterschaften in Folge. Zudem gewann er mit ihr 2007 den schwedischen Pokal und 2007 und 2008 den schwedischen Supercup. 2007 und 2008 erreichte er mit Umeå IK erneut die Endspiele des UEFA Women’s Cup, die gegen den Arsenal LFC bzw. den 1. FFC Frankfurt verloren gingen.
Nachdem sich Djurgårdens IF im November 2008 von Trainer Sigurður Jónsson aufgrund eines enttäuschenden zwölften Ranges in der Spielzeit 2008 getrennt hatte, vermeldete die Presse im Dezember die Verpflichtung eines aus Jeglertz und Zoran Lukić bestehenden Trainerduos. Dabei sollte Jeglertz für die Abwehrarbeit und das Spielsystem verantwortlich sein, während Lukićs Aufgabenbereich das Angriffsspiel und die Spieltechnik umfasste. Im Juni ersetzte Steve Galloway Lukić als Trainerkollegen. Nachdem die Mannschaft im Saisonverlauf in den Abstiegskampf verwickelt war, rettete sie sich erst in den Relegationsspielen gegen Assyriska Föreningen nach Verlängerung vor dem Abstieg in die Superettan. Nach Saisonende versuchte die Vereinsführung eine geteilte Verantwortung zwischen Jeglertz und Lennart Wass zu installieren, dies lehnte er jedoch ab und trat von seinem Amt zurück.
Ende Dezember 2009 kehrte Jeglertz zum Frauenfußball zurück und übernahm die finnische Nationalmannschaft. Während es mit der Qualifikation für eine Weltmeisterschaft nicht klappt, gelang die Qualifikation für die Europameisterschaft 2013. Dort scheiterte die Auswahl in der Vorrunde als Gruppenletzte nach einer 0:5-Niederlage gegen Schweden und jeweils Unentschieden gegen Italien und Dänemark aufgrund der schlechteren Tordifferenz. 
Nach Auslaufen seines Vertrags Ende 2016 kehrte Jeglertz als Trainer zu seiner ehemaligen Spielstation Umeå FC zurück, wo er einen Vertrag mit zweijähriger Laufzeit inklusive Option auf Verlängerung unterzeichnete. Nach zwei Jahren entschied er sich für eine neue Herausforderung und schloss sich dem Trainerteam der kanadischen Frauennationalmannschaft an. Nachdem Cheftrainer Kenneth Heiner-Møller 2020 seinen Posten verlassen hatte, endete auch für Jeglertz die Tätigkeit.
Ende November 2020 unterzeichnete Jeglertz einen Vertrag als Cheftrainer des Damallsvenskan-Klubs Linköpings FC.
Im Juni 2023 erhielt er einen Vertrag als Trainer der dänischen Fußballnationalmannschaft der Frauen bis zum Sommer 2025.